# Acanthopagrus butcheri
A espécie Acanthopagrus butcheri, também conhecida no inglês como black bream, southern black bream, southern bream e blue-nosed bream, é uma espécie de peixe anádromo com nadadeiras raiadas, pertencente à família Sparidae. De corpo profundo, é ocasionalmente confundido com outras espécies semelhantes que ocorrem em sua área de distribuição, mas geralmente se distingue pela ausência de coloração amarela nas nadadeiras ventrais e anais. A espécie é endêmica da costa sul da Austrália, ocorrendo desde a baía Shark, na Austrália Ocidental, até Ulladulla, em Nova Gales do Sul, além da Tasmânia.
A. butcheri habita principalmente águas salobras de estuários e lagos costeiros, raramente entrando em mar aberto, já que não consegue completar seu ciclo de vida em um ambiente totalmente marinho. Durante o período reprodutivo, a espécie é conhecida por subir os cursos superiores dos rios para desovar, o que resulta em um afluxo de juvenis nos estuários alguns meses depois. Trata-se de um predador oportunista, que se alimenta de uma ampla variedade de crustáceos, moluscos, poliquetas e peixes forrageiros.
A espécie é um alvo importante para a pesca comercial e recreativa devido à sua carne de alta qualidade. A  pesca comercial captura anualmente mais de 300 toneladas da espécie. Pescadores recreativos também valorizam o A. butcheri por suas qualidades esportivas, com o uso de iscas específicas contribuindo para o aumento do interesse. Técnicas de aquicultura estão sendo desenvolvidas para essa espécie, mas sua lenta taxa de crescimento ainda representa um grande desafio para a produção alimentar em larga escala.

## Taxonomia e nomes
A. butcheri é uma das 20 espécies do gênero Acanthopagrus [en], pertencente à família Sparidae, composta por peixes perciformes da subordem Percoidei. Inicialmente, A. butcheri foi confundido com seu parente quase idêntico da costa leste, o sargo-australiano (Acanthopagrus australis [en]), sendo os espécimes agrupados sob o nome Mylio australis por Rudall, Hale e Sheriden. Em uma revisão das “douradas australianas" publicada em 1949, Ian Munro constatou que M. australis correspondia, na verdade, a duas espécies distintas, propondo então o novo nome M. butcheri para designar a atual A. butcheri. Munro baseou essa classificação em uma série de novos espécimes, entre os quais um proveniente dos lagos Gippsland, em Vitória, que foi designado como holótipo. Posteriormente, M. butcheri foi reclassificado como Acanthopagrus butcheri, ao se confirmar o gênero correto da espécie.
Há diversos nomes comuns para A. butcheri, muitos dos quais também são usados para outras espécies relacionadas, tanto na Austrália quanto em outras partes do mundo. Em publicações científicas, a espécie é frequentemente chamada de “southern black bream” para evitar confusões com outras espécies próximas. Regionalmente, é conhecida como "black bream", "Perth bream", "Gippsland bream" e "blue-nose bream". Este último nome é atribuído a indivíduos adultos com mais de 1 kg, quando seus focinhos começam a adquirir uma coloração azulada. O Departamento de Meio Ambiente, Água, Patrimônio e Artes do governo federal australiano definiu “black bream” como o nome preferencial para a espécie. A Divisão de Pesquisa Marinha e Atmosférica da CSIRO também adotou esse nome como padrão nas atividades de pesca comercial na Austrália.

## Descrição
Indivíduos de A. butcheri possuem um corpo profundo e moderadamente comprimido, com os perfis dorsal e ventral igualmente curvados. A boca, de tamanho proporcional ao corpo, apresenta seis incisivos curvos, semelhantes a cavilhas, na parte frontal dos maxilares superior e inferior. Os molares estão organizados em séries de quatro ou cinco em cada lado do maxilar superior, e em séries de três ou quatro nos lados do maxilar inferior, tornando-se menores na parte anterior.
O corpo é coberto por escamas grandes, que podem ser ciclóides [en] ou fracamente ctenóides [en]. A cabeça, em sua maior parte, não apresenta escamas, exceto em algumas regiões do opérculo. Uma fina bainha de escamas cobre a base das barbatanas dorsal, anal e caudal moles. A linha lateral conta com 52 a 58 escamas. A espécie possui uma única barbatana dorsal, que se inicia logo após a borda posterior do opérculo e é composta por 10 a 13 espinhos, seguidos por 10 a 13 raios moles. A barbatana anal apresenta 3 espinhos precedendo 8 a 10 raios moles, enquanto a barbatana peitoral tem entre 14 e 16 raios, e a barbatana ventral possui um espinho longo acompanhado de 5 raios moles.
A coloração do A. butcheri varia do dourado-acastanhado ao bronze nos flancos e no dorso, com reflexos esverdeados quando fresco, enquanto o ventre e o queixo são brancos. As barbatanas têm coloração escura, sendo a barbatana caudal frequentemente de um tom castanho-oliva escuro. A espécie pode atingir até 60 cm de comprimento e pesar até 4 kg, embora a maioria dos indivíduos encontrados tenha entre 23 e 25 cm de comprimento e pese menos de 2 kg.

## Distribuição e habitat
A. butcheri é uma espécie endêmica da região sul da Austrália, ocorrendo nas águas costeiras desde a baía Shark, na Austrália Ocidental, a oeste, até Mallacoota, em Vitória, a leste e a sul, incluindo toda a costa da Tasmânia. Trata-se de uma espécie predominantemente costeira, embora, ocasionalmente, possa ser registrada em recifes mais profundos da plataforma continental. A. butcheri habita principalmente ambientes estuarinos, penetrando nas zonas mais distantes dos riachos e rios de água doce durante a época de desova no verão.  Em ambientes estuarinos e de água doce, tende a buscar abrigo em estruturas como galhos submersos, molhes, bancos de ostras e áreas rochosas. Já nas zonas mais profundas de lagos costeiros, é comumente encontrada sobre substratos de areia ou lama desprovidos de vegetação. A espécie raramente ocorre em mar aberto, mas pode ser levada para o oceano durante períodos de cheia dos rios. Nesses casos, é capaz de sobreviver em ambientes marinhos, onde passa a ocupar recifes costeiros e zonas rochosas litorâneas.
A espécie é mais comum no sul de Vitória, onde habita diversos estuários. Os lagos de Gippsland, a enseada de Mallacoota e o lago Tyers estão entre os corpos d'água com maior densidade populacional de A. butcheri no estado, sendo também frequente encontrados ao longo da costa. Na Austrália do Sul a espécie é menos abundante, com destaque para o Coorong e a Ilha Kangaroo como as principais áreas de ocorrência por serem zonas produtoras de peixes. Essa menor densidade pode estar relacionada à escassez de rios e estuários na região. Já no sul da Austrália Ocidental, a espécie é amplamente distribuída, com muitos estuários abrigando grandes populações.

## Biologia

### Dieta e alimentação
A. butcheri apresenta comportamento omnívoro oportunista, alimentando-se de uma ampla variedade de presas, que incluem organismos sésseis, escavadores, bentônicos e pelágicos. Sua dieta varia entre diferentes rios e reflete seu comportamento alimentar oportunista, com poucos padrões definidos entre as estações do ano. No entanto, a espécie demonstra preferência por determinados tipos de presas quando há mais de uma disponível. Entre os itens alimentares mais comuns estão os crustáceos, como caranguejos, camarões, anfípodes e copépodes, além de uma diversidade de vermes poliquetas e anelídeos. Bivalves como mexilhões e berbigões também são consumidos, esmagados pelas fortes mandíbulas da espécie. Pequenos peixes, como gobídeos e anchovas, podem ser incluídos na dieta, assim como algas do gênero Ulva, que representam um componente importante da alimentação da maioria dos indivíduos. Em trechos mais altos dos rios, onde predominam águas doces, os peixes consomem presas distintas, como insetos, pequenos crustáceos de água doce, girinos, Artemia e gastrópodes. Estudos realizados no rio Swan indicam uma mudança na dieta conforme a idade: indivíduos jovens consomem principalmente anfípodes, poliquetas e pequenos moluscos, enquanto os mais velhos aumentam a ingestão de moluscos maiores, caranguejos e peixes ósseos. Durante a alimentação, indivíduos de A. butcheri nadam com a cabeça voltada para baixo, procurando ativamente o substrato e capturando suas presas com pouca mastigação.

### Ciclo de vida
A espécie A. butcheri atinge a maturidade sexual em idades distintas ao longo de sua área de distribuição. Na Austrália Ocidental e no Sul da Austrália, os indivíduos geralmente se tornam sexualmente maduros aos dois ou três anos de idade, enquanto em Vitória a maturidade ocorre por volta dos cinco anos. Também há diferença entre os sexos: as fêmeas costumam atingir a maturidade cerca de um ano mais tarde do que os machos. A época reprodutiva varia conforme a região — na Austrália Ocidental, a desova pode ocorrer entre julho e novembro; no Sul da Austrália, entre novembro e janeiro; e em Vitória, entre outubro e novembro. Durante esse período, os peixes migram para os trechos superiores de rios e córregos, onde depositam seus ovos — cada fêmea pode produzir até três milhões por temporada. Os ovos são pequenos e pelágicos, e eclodem cerca de dois dias após a fertilização. Os juvenis passam aproximadamente quatro anos vivendo em rios, estuários e zonas costeiras, sendo frequentemente observados em cardumes sobre leitos de ervas marinhas em áreas rasas dos estuários. Ao atingirem cinco anos de idade, os indivíduos que habitam o mar migram para recifes mais profundos, retornando aos rios para desovar, uma vez que não conseguem completar seu ciclo de vida integralmente no ambiente marinho. Indivíduos de A. butcheri podem viver até aos 29 anos de idade.
Foram observadas características reprodutivas incomuns na espécie, incluindo a presença de indivíduos hermafroditas com ovários e testículos funcionais, capazes de alterar a dominância de um dos sexos — um comportamento registrado ocasionalmente. Também se sabe que essa espécie é capaz de hibridizar com a espécie intimamente relacionada A. australis, gerando descendentes viáveis, que por sua vez podem se reproduzir com as espécies parentais. Esse fenômeno foi documentado em apenas um lago costeiro, onde ambas as espécies permanecem isoladas por longos períodos, favorecendo o cruzamento e resultando em indivíduos com características morfológicas intermediárias. No entanto, essa situação é extremamente rara, o que impede que as duas espécies sejam classificadas como subespécies ou como uma única espécie.

### Predadores
Além dos seres humanos, A. butcheri tem como principais predadores diversas aves marinhas, especialmente o pelicano, o corvo-marinho-preto e o corvo-marinho-de-faces-brancas. A espécie também é alvo de peixes de grande porte, como tubarões, raias e diversos teleósteos predadores, incluindo o "mulloway" (Argyrosomus japonicus) e peixes de cabeça-chata [en]. Diversos ectoparasitas já foram identificados em A. butcheri, entre eles representantes dos táxon Copepoda, Monogenea, Branchiura, Isopoda e Hirudinea.

## Relação com os seres humanos
A. butcheri é uma das espécies mais importantes para a pesca comercial e recreativa em toda a sua área de distribuição, sendo valorizada por sua carne saborosa e suculenta. Devido ao seu alto valor comercial e à notável tolerância a uma ampla faixa de salinidade, a espécie tem sido considerada uma candidata promissora para a aquicultura em ambientes interiores, como barragens salinas.

### Pesca comercial
A espécie se destaca para a pesca comercial tanto em Vitória quanto no sul da Austrália Ocidental, embora nas águas da Austrália do Sul as capturas sejam mais limitadas, devido às populações menos abundantes. O estado de Vitória responde pela maior parte da produção, sendo a região de Gippsland responsável, sozinha, por 80% das capturas estaduais. A espécie A. butcheri é pescada nos lagos de Gippsland desde a década de 1880, quando era a principal espécie-alvo. No entanto, durante a década de 1920, a tainha passou a ser a espécie mais comumente capturada nesses lagos. Atualmente, as capturas de A. butcheri nos lagos variam entre 200 e 400 toneladas por ano. A espécie é geralmente capturada com redes de emalhar, redes de cerco de praia, redes de arrasto e linha de mão. O pescado é comercializado principalmente fresco, inteiro ou em filés, nos mercados locais dos estados onde é capturado.

### Pesca recreativa

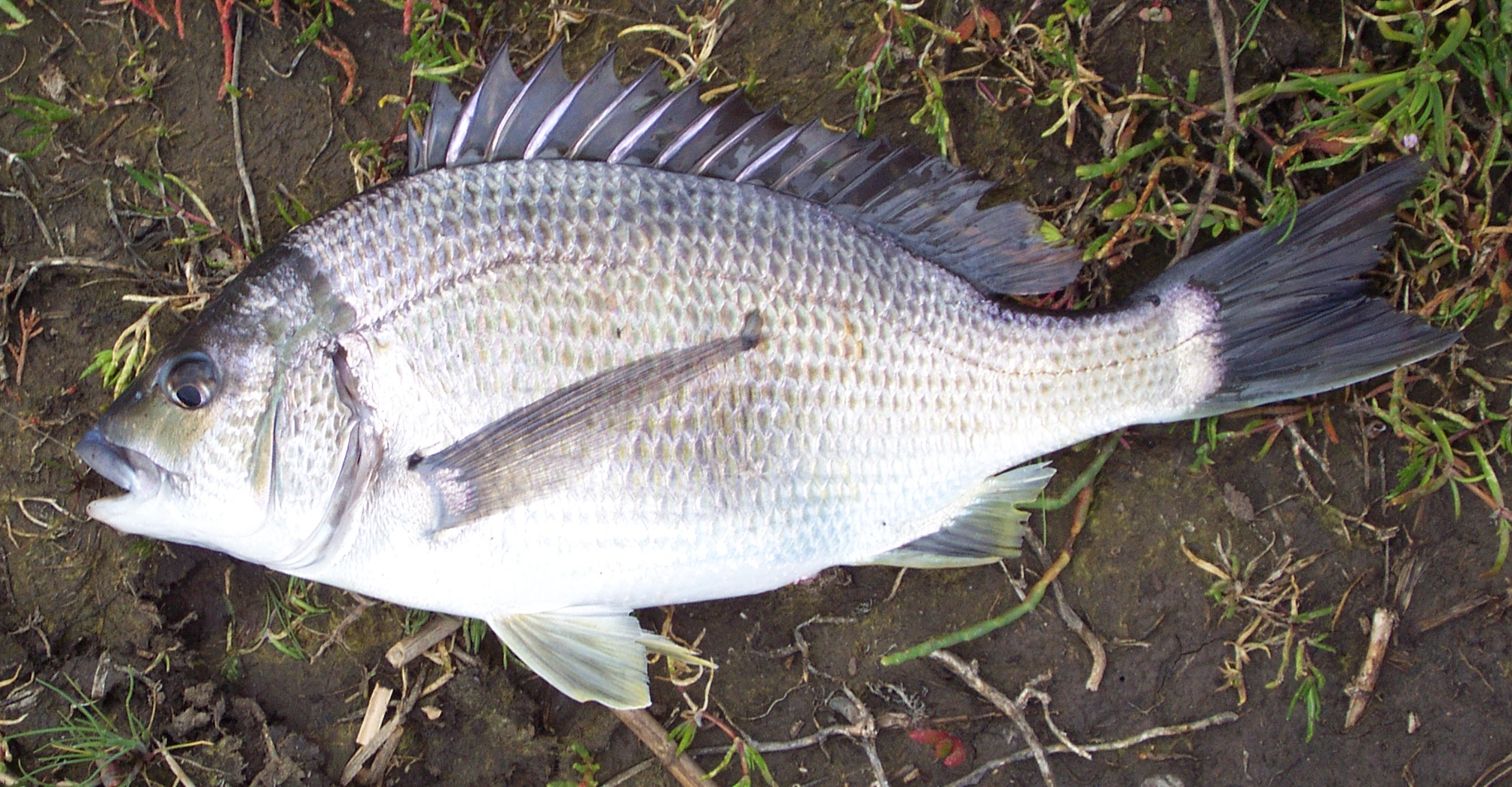
Um sargo-preto capturado no rio Nevado, Austrália.

A. butcheri é, há muito tempo, uma das espécies preferidas entre os pescadores recreativos, valorizado tanto pela resistência que oferece durante a captura quanto pela qualidade da sua carne. A popularidade da espécie também se deve à sua fácil acessibilidade, sendo frequentemente capturada a partir das margens de portos e estuários, cais e costões rochosos — o que dispensa, na maioria das regiões, o uso de embarcações. Pesquisas realizadas na Austrália Ocidental revelaram que os pescadores recreativos capturam mais peixes da espécie do que os pescadores comerciais. Um estudo de 1979 estimou que, naquele ano, foram capturadas ao menos 232 toneladas por pescadores recreativos, mais do que o dobro da produção comercial no seu auge. Com a popularização da prática de pesca com captura e soltura [en], no entanto, esse número tem diminuído.
Indivíduos de A. butcheri são normalmente capturados em torno de estruturas dentro de um estuário, incluindo ramos caídos, cais, paredes de rocha, pilares de pontes e outras estruturas feitas pelo homem, bem como em bancos de lama e areia onde habitam mariscos e crustáceos. Utilizam-se linhas de pesca ligeiras e pesos para evitar assustar os peixes e, como em toda a pesca, a isca viva produz os melhores resultados. São normalmente utilizados vários crustáceos, tais como camarões e caranguejos, bem como várias espécies de minhocas de praia e de tubo. A isca congelada e cortada, como camarões, mexilhões, berbigões e pedaços de peixe, também é eficaz.
A espécie está protegida por limites legais de tamanho mínimo e de quantidade máxima por pescador em todos os estados onde ocorre, e os pescadores devem estar atentos a essas regras para evitar multas. Na Austrália Ocidental, o tamanho mínimo permitido é de 25 cm, sendo autorizada a captura de no máximo dois indivíduos com mais de 40 cm nos rios Swan e Canning [en]. O limite de cota diária varia conforme a região do estado: na Costa Oeste, são permitidos 4 peixes por pescador; em Gascoyne, 8 por pescador; e nas regiões Sul e Norte, até 20 por pescador. Na Austrália do Sul, o limite diário é de 10 peixes por pessoa, com tamanho mínimo legal de 30 cm — regra que também é aplicada no estado de Vitória.

### Aquacultura
A. butcheri é relativamente fácil de ser cultivada em cativeiro, com os peixes desovando naturalmente durante sua estação reprodutiva, sem necessidade do uso de hormônios. Apesar disso, a espécie não é cultivada em escala comercial devido à sua taxa de crescimento relativamente lenta e ao baixo rendimento de filé. No entanto, estudos realizados por Sarre em 1999 demonstraram que a espécie pode sobreviver bem em lagoas salinas com profundidade adequada, desde que haja suplementação alimentar. Esse fato levou à proposta de usar a espécie para o repovoamento de lagoas salinas interiores destinadas à pesca recreativa — semelhante ao que já ocorre com a truta e a perca-gigante em outras regiões da Austrália.
Embora sua taxa de crescimento atual ainda seja inadequada para a aquicultura de produção alimentar, acredita-se que a seleção genética possa permitir, no futuro, a criação de indivíduos com crescimento mais acelerado, voltados ao mercado. Atualmente, A. butcheri já é cultivada com o objetivo de repovoar estuários degradados, e suas exigências de manejo em cativeiro são bem conhecidas.

## Espécies similares
Diversas outras espécies da família Sparidae habitam as águas australianas e podem ser confundidas com A. butcheri. O sargo-australiano, A. australis, é a espécie mais semelhante a A. butcheri, com sobreposição de distribuição no norte de Vitória. Há registros de hibridação entre as duas espécies, o que sugere uma divergência genética relativamente recente e uma consequente baixa diferenciação genética nas populações. No limite oeste da distribuição de A. butcheri, também ocorre a A. morrisoni [en], que se distingue pela coloração amarela intensa das barbatanas ventral, anal e do lobo inferior da caudal. A espécie Rhabdosargus sarba [en] também possui morfologia semelhante, mas é facilmente identificável pelas listras douradas horizontais em seu corpo.

## Ligações externos
- Indústrias primárias de Vitória: Breve comparação entre o sargo-preto e o sargo-de-barbatana-amarela
- Pesca da Austrália Ocidental – Ficha informativa sobre o sargo-preto
- Página informativa do Pescador do Oeste
- Folha informativa da Fishnet
- Peixes da Australia: Acanthopagrus butcheri